# 2001 манијак
2001 манијак (енгл. 2001 Maniacs) амерички је сплатер хорор филм са елементима црне комедије из 2005. године, редитеља Тима Саливана, са Робертом Инглундом, Лин Шеј, Ђузепеом Ендрузом, Џејом Гилеспијем и Петером Стормареом у главним улогама. Представља римејкфилма Две хиљаде манијака (1954) редитеља Хершела Гордона Луиса.
Снимање је почело 3. новембра 2003. у Џорџији и завршило се након два месеца. Продуцент филма Илај Рот репризира улогу Џастина, коју је тумачио у сопственом филму Колиба страха (2002). Филм је премијерно приказан 9. јула 2005, на фестивалу Фантазија, након чега га је продукцијска кућа Лајонсгејт дистрибуирала у биоскопима 21. октобра 2005. и на ДВД-у 28. марта 2006. Добио је помешане оцене критичара и био номинован за Награду Сатурн за најбоље ДВД издање.
Године 2010. снимљен је наставак под насловом 2001 манијак 2: Поље вриска, који је такође режирао Саливан.

## Радња
Осморо студената путују у удаљени градић у Џорџији, Плезент Вали, да тамо проведу пролећни распуст. Град и његови становници изгледају као из периода Америчког грађанског рата, али су у почетку љубазни према гостима. Међутим, они убрзо показују своје право лице...

## Улоге
| Глумац            | Улога                |
| ----------------- | -------------------- |
| Роберт Инглунд    | мајор Џорџ В. Бакман |
| Лин Шеј           | бака Бун             |
| Ђузепе Александер | Харпер Александер    |
| Џеј Гилеспи       | Андерсон Ли          |
| Метју Кери        | Кори Џоунс           |
| Петер Стормаре    | професор Акерман     |
| Марла Малком      | Џои                  |
| Ђина Мари Хикин   | Кет                  |
| Брајан Грос       | Рики                 |
| Машонд Ли         | Малком               |
| Дилан Едригтон    | Нелсон Елиот         |
| Бјанка Смит       | Лија                 |
| Брендан Макарти   | Руфус                |
| Илај Рот          | Џастин               |
| Кејн Ходер        | Џејсон               |
| Бил Макини        | главни кувар         |